# Тім Сірслебен
Тім Сірслебен (нім. Tim Siersleben, нар. 9 березня 2000, Магдебург, Німеччина) — німецький футболіст, центральний захисник «Вольфсбурга».
На правах оренди грає в клубі «Гайденгайм».

## Ігрова кар'єра

### Клубна
Займатися футболом Тім сірслебен почав у своєму рідному місті Магдебург в молодіжній команді однойменного клуба. У 2006 році футболіст приєднався до молодіжного складу «Вольфсбурга». У травні 2021 року відбувся дебют сірслебена на професійному рівні, коли він вийшов на заміну у другому таймі матчу Бундесліги проти «Майнца».
Перед початком сезону 2021/22 захисник відправився в оренду у клуб Другої Бундесліги «Гайденгайм».

### Збірна
Тім Сірслебен провів кілька поєдинків у юнацьких збірних Німеччини.

## Досягнення
Гайденгайм
- Переможець Другої Бундесліги: 2022/23

## Особисте життя
Тім є сином Франка Сірслебена - відомого своїми виступами у клубі «Магдебург» у 80 - 90 - ті роки ХХ століття.